# Медуза
Медуза је један од морфолошких облика жарњака (Cnidaria) који води слободнопливајући начин живота, размножава се полно и има облик звона чиме се разликује од другог облика - полипа. Углавном су скоро прозирне и тело им садржи велики удео воде. Медузе су углавном морске животиње које слободно пливају са звончићима у облику кишобрана и пипцима који се прате, иако је неколико усидрено за морско дно стабљикама, и непокретне су. Звоно може пулсирати да обезбеди погон за високо ефикасну локомоцију. Пипци су наоружани жарним ћелијама и могу се користити за хватање плена и одбрану од предатора. Медузе имају сложен животни циклус; медуза је нормално полна фаза, која производи ларве плануле које се широко распршују и улазе у фазу седентарног полипа пре него што достигну сексуалну зрелост.
Медузе се налазе широм света, од површинских вода до дубоког мора. Припадници Scyphozoa („праве медузе“) су искључиво морски, али неки редови Hydrozoa сличног изгледа живе у свежој води. Велике, често шарене, медузе су уобичајене у обалским зонама широм света. Медузе већине врста брзо расту и сазревају у року од неколико месеци, а затим умиру убрзо након размножавања, али стадијум полипа, причвршћен за морско дно, може бити много дуговечнији. Медузе постоје најмање 500 милиона година, а можда и 700 милиона година или више, што их чини најстаријом групом животиња са више органа.
У одређеним културама људи једу медузе. У неким азијским земљама сматрају се деликатесом, где се врсте из реда Rhizostomae пресују и соле да би се уклонио вишак воде. Аустралијски истраживачи су их описали као „савршену храну“, одрживу и богату протеинима, али са релативно мало енергије у храни.
Такође се користе у истраживањима, где је зелени флуоресцентни протеин који неке врсте користе за изазивање биолуминисценције прилагођен као флуоресцентни маркер за гене уметнуте у друге ћелије или организме.
Убодне ћелије које користе медузе да савладају свој плен могу повредити људе. Хиљаде пливача широм света бивају убодени сваке године, а последице варирају од благе нелагодности до озбиљних повреда или чак смрти. Када су услови повољни, медузе могу формирати огромне ројеве, који могу бити одговорни за оштећење риболовне опреме пуњењем рибарских мрежа, а понекад и запушити системе за хлађење електроенергетских и десалинизацијских постројења која црпе воду из мора.

## Спољашња и унутрашња грађа
На звону се уочавају две површине:
- ексумбрела, спољашња и испупчена;
- субумбрела је унутрашња и удубљена; на њој се налазе уста.

Обод звона може да садржи набор, велум, или да је без њега што представља једну од главних карактеристика за разликовање хидромедуза од сцифомедуза.
Тело медузе изграђено је од само два слоја ћелија :
- ектодерма, спољашњег
- ендодерма, унутрашњег.

Између ових слојева се налази желатинозна, пихтијаста маса тзв. мезоглеја. Мезоглеја је цемент који повезује те слојеве и истовремено даје читавом телу чврстину неопходну да се одупру јаким ударима морских таласа. У унутрашњости је дупља са само једним отвором који је истовремено и усни и анални. Око тог отвора налази се венац пипака који су присутни и на ободу кишобрана.
Оба слоја ћелија (спољашњи и унутрашњи), од којих се састоји њихово тело, изграђена су у основи од епитело-мишићних ћелија. Оне нису ни праве епителне ни праве мишићне, већ имају улогу и једних и других. Састоје се од једног проширеног дела који има улогу епителијалне ћелије и на њега се наставља издужен део – мишићно влакно. Контракцијама мишићних влакана у спољашњем слоју долази до издуживања и скраћивања тела и пипака. Контракције мишићних влакана унутрашњег слоја изазивају скупљање и ширење тела. Ови једнолични покрети су довољни да се читавог живота неуморно крећу лебдећи и пливајући испупченом страном кишобрана окренутом у правцу кретања.
Медузе су животиње код којих се први пут јавља нервни систем, наравно, у најпростијем облику – тзв. мрежаст нервни систем. Састоји се од звездастих нервних ћелија међособно повезаних у мрежу. Ако медузи дотакнете само један пипак, она ће се читава згрчити јер се надражај овом мрежом пренео кроз читаво тело.
Садрже највише воде од свих животиња. Ако медуза доспе на копно и осуши се, од ње остаје сићушна грудва која је око хиљаду пута лакша од живе медузе (преко 95% њиховог тела чини вода). Овако једноставне животиње успеле су да преживе период од, сматра се, 650 милиона година. (Упоређења ради, старост савременог човека, Homo sapiens sapiens, процењује се на око 35 – 40 000 година.) Дакле, с' правом им припада титула најстаријих еуметазоа. Титула би могла да им припадне и по лепоти јер се неке од њих живо обојене сврставају међу најлепше животиње.

## Размножавање и смена генерација
Медузе су одвојених полова, односно постоје мужјаци и женке али се они морфолошки међусобно не разликују. Разлика се огледа у томе што мужјаци производе сперматозоиде, а женке јајне ћелије. Обе врсте полних ћелија се избацују у воду где се изврши оплођење да би се, затим, из оплођене јајне ћелије развила трпељаста ларва (планула). После одређеног времена ова ларва пада на дно мора, причврсти се за њега и развија у полип.
Осим по грађи, полип се од медузе разликује по свему осталом:
- облику – има облик цилиндра;
- начину живота – једним својим крајем причвршћен је за подлогу (сесилан);
- начину размножавања – полип се размножава бесполно, пупљењем, док се медузе размножавају полно.

Зоолози су их управо због полипа све до друге половине 19. века означавали као биљне животиње или Zoophyta.

## Жарне ћелије
Посебна особина ових животиња јесу жарне ћелије или книде по којима су и добиле латинско име – Книдарија (гр. knide=жара, коприва). Жарне ћелије су сконцентрисане највише око усног отвора и на пипцима. Састоје се се из сићушне капсуле у којој је спакован кончић на чијем се крају налази бодљица са улогом харпуна (забада се у тело жртве). Ове ћелије луче паралишућу отровну супстанцу која може бити фатална и за човека (у питању су неке тропске медузе). Жарне ћелије које су једном употребљене брзо пропадају и замењују се новим. (Паралисан плен помоћу пипака померају до усног отвора и гутају. Могу да прогутају плен који је неколико пута крупнији од њих самих. Варење започиње у дупљи, где се плен разлаже на ситне честице, а затим њих захватају посебне ћелије (називају се амебоидне) у којима се варење доводи до краја. Сварена храна се из амебоидних ћелија преноси до свих осталих ћелија процесима дифузије. Дакле, варење почиње као ванћелијско, а завршава се као унутарћелијско. Несварени део плена и производи самог варења се истим оним отвором избацују у морску воду.

## Пресликавање на таксономске групе

### Филогиенија

#### Дефиниција
Термин jellyfish у великој мери одговара медузама, то јест фази животног циклуса код Medusozoa. Амерички еволуциони биолог Полин Картврајт даје следећу општу дефиницију:
Типично, медусозони жарњачки имају пелагични, предаторски медузни стадијум у свом животном циклусу; Stauromedusae су изузеци [с обзиром да они вребају].
Речник Меријам-Вебстер дефинише медузу на следећи начин:
Морски дупљари који слободно пливају, који су сексуално размножавајућа форма хидрозоана или сцифозоа и имају скоро провидно тело у облику тањира и растегљиве рубне пипке начичкане убодним ћелијама.
С обзиром да је медуза уобичајено име, њено мапирање у биолошке групе није прецизно. Неки ауторитети називали су реброноше и одређене салпе медузама, иако други ауторитети наводе да ниједан од ових није медуза, за коју сматрају да би требало да буду ограничени на одређене групе унутар медузозоа.
Кладе које нису медузозое које неки, али не сви ауторитети називају медузама (у сваком случају дати су сагласни и несагласни цитати) означене су са „???“ на следећем кладограму животињског царства:
|          | Ambulacraria                                                                          |
|          |                                                                                       |
| Chordata | \| \| Tunicata (укључује салпове)[8] ???[10] \| \| \| \| \| \| Vertebrata \| \| \| \| |
|          | \| \| Tunicata (укључује салпове)[8] ???[10] \| \| \| \| \| \| Vertebrata \| \| \| \| |
|          | Tunicata (укључује салпове) ???                                                       |
|          |                                                                                       |
|          | Vertebrata                                                                            |
|          |                                                                                       |

|  | Tunicata (укључује салпове) ??? |
|  |                                 |
|  | Vertebrata                      |
|  |                                 |

|          | Ambulacraria                                                                          |
|          |                                                                                       |
| Chordata | \| \| Tunicata (укључује салпове)[8] ???[10] \| \| \| \| \| \| Vertebrata \| \| \| \| |
|          | \| \| Tunicata (укључује салпове)[8] ???[10] \| \| \| \| \| \| Vertebrata \| \| \| \| |
|          | Tunicata (укључује салпове) ???                                                       |
|          |                                                                                       |
|          | Vertebrata                                                                            |
|          |                                                                                       |

|  | Tunicata (укључује салпове) ??? |
|  |                                 |
|  | Vertebrata                      |
|  |                                 |

|          | Ambulacraria                                                                          |
|          |                                                                                       |
| Chordata | \| \| Tunicata (укључује салпове)[8] ???[10] \| \| \| \| \| \| Vertebrata \| \| \| \| |
|          | \| \| Tunicata (укључује салпове)[8] ???[10] \| \| \| \| \| \| Vertebrata \| \| \| \| |
|          | Tunicata (укључује салпове) ???                                                       |
|          |                                                                                       |
|          | Vertebrata                                                                            |
|          |                                                                                       |

|  | Tunicata (укључује салпове) ??? |
|  |                                 |
|  | Vertebrata                      |
|  |                                 |

|          | Ambulacraria                                                                          |
|          |                                                                                       |
| Chordata | \| \| Tunicata (укључује салпове)[8] ???[10] \| \| \| \| \| \| Vertebrata \| \| \| \| |
|          | \| \| Tunicata (укључује салпове)[8] ???[10] \| \| \| \| \| \| Vertebrata \| \| \| \| |
|          | Tunicata (укључује салпове) ???                                                       |
|          |                                                                                       |
|          | Vertebrata                                                                            |
|          |                                                                                       |

|  | Tunicata (укључује салпове) ??? |
|  |                                 |
|  | Vertebrata                      |
|  |                                 |

|          | Ambulacraria                                                                          |
|          |                                                                                       |
| Chordata | \| \| Tunicata (укључује салпове)[8] ???[10] \| \| \| \| \| \| Vertebrata \| \| \| \| |
|          | \| \| Tunicata (укључује салпове)[8] ???[10] \| \| \| \| \| \| Vertebrata \| \| \| \| |
|          | Tunicata (укључује салпове) ???                                                       |
|          |                                                                                       |
|          | Vertebrata                                                                            |
|          |                                                                                       |

|  | Tunicata (укључује салпове) ??? |
|  |                                 |
|  | Vertebrata                      |
|  |                                 |

|          | Ambulacraria                                                                          |
|          |                                                                                       |
| Chordata | \| \| Tunicata (укључује салпове)[8] ???[10] \| \| \| \| \| \| Vertebrata \| \| \| \| |
|          | \| \| Tunicata (укључује салпове)[8] ???[10] \| \| \| \| \| \| Vertebrata \| \| \| \| |
|          | Tunicata (укључује салпове) ???                                                       |
|          |                                                                                       |
|          | Vertebrata                                                                            |
|          |                                                                                       |

|  | Tunicata (укључује салпове) ??? |
|  |                                 |
|  | Vertebrata                      |
|  |                                 |

|          | Ambulacraria                                                                          |
|          |                                                                                       |
| Chordata | \| \| Tunicata (укључује салпове)[8] ???[10] \| \| \| \| \| \| Vertebrata \| \| \| \| |
|          | \| \| Tunicata (укључује салпове)[8] ???[10] \| \| \| \| \| \| Vertebrata \| \| \| \| |
|          | Tunicata (укључује салпове) ???                                                       |
|          |                                                                                       |
|          | Vertebrata                                                                            |
|          |                                                                                       |

|  | Tunicata (укључује салпове) ??? |
|  |                                 |
|  | Vertebrata                      |
|  |                                 |

|          | Ambulacraria                                                                          |
|          |                                                                                       |
| Chordata | \| \| Tunicata (укључује салпове)[8] ???[10] \| \| \| \| \| \| Vertebrata \| \| \| \| |
|          | \| \| Tunicata (укључује салпове)[8] ???[10] \| \| \| \| \| \| Vertebrata \| \| \| \| |
|          | Tunicata (укључује салпове) ???                                                       |
|          |                                                                                       |
|          | Vertebrata                                                                            |
|          |                                                                                       |

|  | Tunicata (укључује салпове) ??? |
|  |                                 |
|  | Vertebrata                      |
|  |                                 |

|          | Ambulacraria                                                                          |
|          |                                                                                       |
| Chordata | \| \| Tunicata (укључује салпове)[8] ???[10] \| \| \| \| \| \| Vertebrata \| \| \| \| |
|          | \| \| Tunicata (укључује салпове)[8] ???[10] \| \| \| \| \| \| Vertebrata \| \| \| \| |
|          | Tunicata (укључује салпове) ???                                                       |
|          |                                                                                       |
|          | Vertebrata                                                                            |
|          |                                                                                       |

|  | Tunicata (укључује салпове) ??? |
|  |                                 |
|  | Vertebrata                      |
|  |                                 |

|          | Ambulacraria                                                                          |
|          |                                                                                       |
| Chordata | \| \| Tunicata (укључује салпове)[8] ???[10] \| \| \| \| \| \| Vertebrata \| \| \| \| |
|          | \| \| Tunicata (укључује салпове)[8] ???[10] \| \| \| \| \| \| Vertebrata \| \| \| \| |
|          | Tunicata (укључује салпове) ???                                                       |
|          |                                                                                       |
|          | Vertebrata                                                                            |
|          |                                                                                       |

|  | Tunicata (укључује салпове) ??? |
|  |                                 |
|  | Vertebrata                      |
|  |                                 |

|          | Ambulacraria                                                                          |
|          |                                                                                       |
| Chordata | \| \| Tunicata (укључује салпове)[8] ???[10] \| \| \| \| \| \| Vertebrata \| \| \| \| |
|          | \| \| Tunicata (укључује салпове)[8] ???[10] \| \| \| \| \| \| Vertebrata \| \| \| \| |
|          | Tunicata (укључује салпове) ???                                                       |
|          |                                                                                       |
|          | Vertebrata                                                                            |
|          |                                                                                       |

|  | Tunicata (укључује салпове) ??? |
|  |                                 |
|  | Vertebrata                      |
|  |                                 |

|          | Ambulacraria                                                                          |
|          |                                                                                       |
| Chordata | \| \| Tunicata (укључује салпове)[8] ???[10] \| \| \| \| \| \| Vertebrata \| \| \| \| |
|          | \| \| Tunicata (укључује салпове)[8] ???[10] \| \| \| \| \| \| Vertebrata \| \| \| \| |
|          | Tunicata (укључује салпове) ???                                                       |
|          |                                                                                       |
|          | Vertebrata                                                                            |
|          |                                                                                       |

|  | Tunicata (укључује салпове) ??? |
|  |                                 |
|  | Vertebrata                      |
|  |                                 |

|          | Ambulacraria                                                                          |
|          |                                                                                       |
| Chordata | \| \| Tunicata (укључује салпове)[8] ???[10] \| \| \| \| \| \| Vertebrata \| \| \| \| |
|          | \| \| Tunicata (укључује салпове)[8] ???[10] \| \| \| \| \| \| Vertebrata \| \| \| \| |
|          | Tunicata (укључује салпове) ???                                                       |
|          |                                                                                       |
|          | Vertebrata                                                                            |
|          |                                                                                       |

|  | Tunicata (укључује салпове) ??? |
|  |                                 |
|  | Vertebrata                      |
|  |                                 |

|          | Ambulacraria                                                                          |
|          |                                                                                       |
| Chordata | \| \| Tunicata (укључује салпове)[8] ???[10] \| \| \| \| \| \| Vertebrata \| \| \| \| |
|          | \| \| Tunicata (укључује салпове)[8] ???[10] \| \| \| \| \| \| Vertebrata \| \| \| \| |
|          | Tunicata (укључује салпове) ???                                                       |
|          |                                                                                       |
|          | Vertebrata                                                                            |
|          |                                                                                       |

|  | Tunicata (укључује салпове) ??? |
|  |                                 |
|  | Vertebrata                      |
|  |                                 |

|          | Ambulacraria                                                                          |
|          |                                                                                       |
| Chordata | \| \| Tunicata (укључује салпове)[8] ???[10] \| \| \| \| \| \| Vertebrata \| \| \| \| |
|          | \| \| Tunicata (укључује салпове)[8] ???[10] \| \| \| \| \| \| Vertebrata \| \| \| \| |
|          | Tunicata (укључује салпове) ???                                                       |
|          |                                                                                       |
|          | Vertebrata                                                                            |
|          |                                                                                       |

|  | Tunicata (укључује салпове) ??? |
|  |                                 |
|  | Vertebrata                      |
|  |                                 |

|          | Ambulacraria                                                                          |
|          |                                                                                       |
| Chordata | \| \| Tunicata (укључује салпове)[8] ???[10] \| \| \| \| \| \| Vertebrata \| \| \| \| |
|          | \| \| Tunicata (укључује салпове)[8] ???[10] \| \| \| \| \| \| Vertebrata \| \| \| \| |
|          | Tunicata (укључује салпове) ???                                                       |
|          |                                                                                       |
|          | Vertebrata                                                                            |
|          |                                                                                       |

|  | Tunicata (укључује салпове) ??? |
|  |                                 |
|  | Vertebrata                      |
|  |                                 |

## Класификација
Медузе су име добиле по личности из грчке митологије Медузи, једној од три наказне кћери морског бога Форкија. Прича каже да је Медуза била прелепа девојка са дугом, таласастом косом док је богиња Атена није претворила у наказу, а њену косу у змије отровнице. Свако ко би је угледао скаменио би се од страха. Медузе припадају двема класама у оквиру типа жарњака: хидрозое (Hydrozoa), сцифозое (Scyphozoa).

### Класа хидромедузе
Хидромедузама припадају врсте код којих долази до смене генерација (полипа и медуза) или су те генерације мање-више редуковане. Ивица звона се продужава у набор (велум) на коме се налазе тентакуле. Подељена је на следеће редове:
1. Hydroidea
2. Trachylina
3. Hydrocorallina
4. Chondrophora
5. Pteromedusae
6. Siphonophora

### Класа сцифомедузе
Припадају јој искључиво морски, пелашки организми који највећи део живота проводе као медузе и већина не пролази кроз стадијум полипа, односно, нема смену генерација. За разлику од хидромедуза немају велума на ободу звона.
Дели се на редове:
1. Srauromedusae
2. Cubomedusae
3. Coronatae
4. Semaeostomeae
5. Rhizostomae